# EPrix van Santiago 2020
De ePrix van Santiago 2020 werd gehouden op 18 januari 2020 op het Parque O'Higgins Circuit. Het was de derde race van het Formule E-seizoen.
De eerste race werd gewonnen door BMW i Andretti Motorsport-coureur Maximilian Günther, die de eerste zege uit zijn Formule E-carrière behaalde. António Félix da Costa werd voor het team DS Techeetah tweede na een lang gevecht met Günther, terwijl Panasonic Jaguar Racing-coureur Mitch Evans, die vanaf pole position vertrok, als derde eindigde.

## Kwalificatie
| Pos                 | No | Coureur                | Team                             | Q1        | Q2       | Grid |
| ------------------- | -- | ---------------------- | -------------------------------- | --------- | -------- | ---- |
| 1                   | 20 | Mitch Evans            | Panasonic Jaguar Racing          | 1:04.941  | 1:04.827 | 1    |
| 2                   | 28 | Maximilian Günther     | BMW i Andretti Motorsport        | 1:05.169  | 1:05.102 | 2    |
| 3                   | 94 | Pascal Wehrlein        | Mahindra Racing                  | 1:05.525  | 1:05.645 | 3    |
| 4                   | 19 | Felipe Massa           | ROKiT Venturi Racing             | 1:05.463  | 1:05.645 | 4    |
| 5                   | 3  | Oliver Turvey          | NIO 333 FE Team                  | 1:05.510  | 1:05.788 | 5    |
| 6                   | 23 | Sébastien Buemi        | Nissan e.Dams                    | 1:05.390  | 1:05.809 | 6    |
| 7                   | 48 | Edoardo Mortara        | ROKiT Venturi Racing             | 1:05.547  |          | 7    |
| 8                   | 17 | Nyck de Vries          | Mercedes-Benz EQ Formula E Team  | 1:05.560  |          | 8    |
| 9                   | 5  | Stoffel Vandoorne      | Mercedes-Benz EQ Formula E Team  | 1:05.566  |          | 9    |
| 10                  | 13 | António Félix da Costa | DS Techeetah                     | 1:05.574  |          | 10   |
| 11                  | 25 | Jean-Éric Vergne       | DS Techeetah                     | 1:05.625  |          | 11   |
| 12                  | 18 | Neel Jani              | TAG Heuer Porsche Formula E Team | 1:05.696  |          | 12   |
| 13                  | 66 | Daniel Abt             | Audi Sport ABT Schaeffler        | 1:05.745  |          | 13   |
| 14                  | 36 | André Lotterer         | TAG Heuer Porsche Formula E Team | 1:05.801  |          | 14   |
| 15                  | 27 | Alexander Sims         | BMW i Andretti Motorsport        | 1:05.848  |          | 15   |
| 16                  | 2  | Sam Bird               | Envision Virgin Racing           | 1:05.886  |          | 16   |
| 17                  | 6  | Brendon Hartley        | GEOX Dragon                      | 1:06.126  |          | 17   |
| 18                  | 51 | James Calado           | Panasonic Jaguar Racing          | 1:06.305  |          | 18   |
| 19                  | 7  | Nico Müller            | GEOX Dragon                      | 1:06.367  |          | 19   |
| 20                  | 64 | Jérôme d'Ambrosio      | Mahindra Racing                  | 1:07.692  |          | 20   |
| 21                  | 4  | Robin Frijns           | Envision Virgin Racing           | 1:09.089  |          | 21   |
| 110%-tijd: 1:11.435 |    |                        |                                  |           |          |      |
| 22                  | 11 | Lucas di Grassi        | Audi Sport ABT Schaeffler        | 1:26.526  |          | 22   |
| DSQ                 | 22 | Oliver Rowland         | Nissan e.Dams                    | 1:18.239  |          | 23   |
| DSQ                 | 33 | Ma Qing Hua            | NIO 333 FE Team                  | geen tijd |          | 24   |

## Race
| Pos | No | Coureur                | Team                             | Rondes | Tijd/Oorzaak uitval | Grid | Punten |
| --- | -- | ---------------------- | -------------------------------- | ------ | ------------------- | ---- | ------ |
| 1   | 28 | Maximilian Günther     | BMW i Andretti Motorsport        | 40     | 46:11.511           | 2    | 25     |
| 2   | 13 | António Félix da Costa | DS Techeetah                     | 40     | +2.067              | 10   | 18     |
| 3   | 20 | Mitch Evans            | Panasonic Jaguar Racing          | 40     | +5.119              | 1    | 19     |
| 4   | 94 | Pascal Wehrlein        | Mahindra Racing                  | 40     | +7.050              | 3    | 12     |
| 5   | 17 | Nyck de Vries          | Mercedes-Benz EQ Formula E Team  | 40     | +9.883              | 8    | 10     |
| 6   | 5  | Stoffel Vandoorne      | Mercedes-Benz EQ Formula E Team  | 40     | +11.237             | 9    | 8      |
| 7   | 11 | Lucas di Grassi        | Audi Sport ABT Schaeffler        | 40     | +14.437             | 22   | 6      |
| 8   | 51 | James Calado           | Panasonic Jaguar Racing          | 40     | +18.255             | 18   | 4      |
| 9   | 19 | Felipe Massa           | ROKiT Venturi Racing             | 40     | +20.430             | 4    | 2      |
| 10  | 2  | Sam Bird               | Envision Virgin Racing           | 40     | +21.780             | 16   | 2      |
| 11  | 3  | Oliver Turvey          | NIO 333 FE Team                  | 40     | +27.778             | 5    |        |
| 12  | 7  | Nico Müller            | GEOX Dragon                      | 40     | +33.786             | 19   |        |
| 13  | 23 | Sébastien Buemi        | Nissan e.Dams                    | 40     | +43.257             | 6    |        |
| 14  | 66 | Daniel Abt             | Audi Sport ABT Schaeffler        | 40     | +47.198             | 13   |        |
| 15  | 4  | Robin Frijns           | Envision Virgin Racing           | 39     | +1 ronde            | 21   |        |
| 16  | 33 | Ma Qing Hua            | NIO 333 FE Team                  | 39     | +1 ronde            | 13   |        |
| 17  | 22 | Oliver Rowland         | Nissan e.Dams                    | 36     | +4 ronden           | 23   |        |
| NC  | 64 | Jérôme d'Ambrosio      | Mahindra Racing                  | 40     | Niet geklasseerd    | 20   |        |
| DNF | 6  | Brendon Hartley        | GEOX Dragon                      | 35     | Technisch           | 17   |        |
| DNF | 25 | Jean-Éric Vergne       | DS Techeetah                     | 32     | Voorvleugel         | 11   |        |
| DNF | 48 | Edoardo Mortara        | ROKiT Venturi Racing             | 29     | Technisch           | 7    |        |
| DNF | 27 | Alexander Sims         | BMW i Andretti Motorsport        | 4      | Schade ongeluk      | 2    |        |
| DNF | 18 | Neel Jani              | TAG Heuer Porsche Formula E Team | 2      | Schade ongeluk      | 12   |        |
| DSQ | 36 | André Lotterer         | TAG Heuer Porsche Formula E Team | 28     | Gediskwalificeerd   | 23   |        |

## Tussenstanden wereldkampioenschap

### Coureurs
| Positie | No. | Rijder                 | Team                             | Punten |
| ------- | --- | ---------------------- | -------------------------------- | ------ |
| 01      | 5   | Stoffel Vandoorne      | Mercedes-Benz EQ Formula E Team  | 38     |
| 02      | 27  | Alexander Sims         | BMW i Andretti Motorsport        | 35     |
| 03      | 2   | Sam Bird               | Envision Virgin Racing           | 29     |
| 04      | 28  | Maximilian Günther     | BMW i Andretti Motorsport        | 25     |
| 05      | 11  | Lucas di Grassi        | Audi Sport ABT Schaeffler        | 24     |
| 06      | 22  | Oliver Rowland         | Nissan e.dams                    | 22     |
| 07      | 13  | António Félix da Costa | DS Techeetah                     | 21     |
| 08      | 20  | Mitch Evans            | Panasonic Jaguar Racing          | 21     |
| 09      | 36  | André Lotterer         | TAG Heuer Porsche Formula E Team | 18     |
| 10      | 48  | Edoardo Mortara        | ROKiT Venturi Racing             | 18     |

### Constructeurs
| Positie | Team                             | Punten |
| ------- | -------------------------------- | ------ |
| 01      | BMW i Andretti Motorsport        | 60     |
| 02      | Mercedes-Benz EQ Formula E Team  | 56     |
| 03      | Envision Virgin Racing           | 38     |
| 04      | Audi Sport ABT Schaeffler        | 32     |
| 05      | Panasonic Jaguar Racing          | 31     |
| 06      | DS Techeetah                     | 25     |
| 07      | Nissan e.dams                    | 22     |
| 08      | ROKiT Venturi Racing             | 20     |
| 09      | TAG Heuer Porsche Formula E Team | 18     |
| 10      | Mahindra Racing                  | 14     |